# Llwyn Onn
Pour les articles homonymes, voir Onn (homonymie) et Ash Grove.
Llwyn Onn (prononcé [ɬʊɪn ɔn en gallois) est une chanson folklorique traditionnelle galloise dont la mélodie est reprises dans de nombreuses versions chantées, la plus connue étant celle écrite en anglais par Thomas Oliphant au 19e siècle et qui porte le titre The Ash Grove (le bosquet de frênes).

## Histoire
La première version publiée de l'air remonte à 1802 dans The Bardic Museum, un livre écrit par le harpiste Edward Jones et consacré aux textes et airs traditionnels des bardes et druides gallois. L'air est alors retranscrit sans paroles.
Environ quatre ans plus tard, une version avec des paroles apparait, sous le nom de Llwyn Onn. Elle raconte l'amour d'un marin pour « Gwen de Llwyn ». À la fin de la chanson, Gwen meurt, et dans une autre version de la pièce, l'auteur parle de son deuil et précise que Gwen est enterrée « sous un bosquet de frênes ».
L'air est peut-être beaucoup plus ancien, étant donné qu'un air similaire apparaît dans The Beggar's Opera de John Gay (1728), dans la chanson Cease Your Funning. Cette dernière est arrangée par Beethoven dans ses douze chansons écossaises, WoO 156 n ° 5,. En 1922, le collectionneur de chansons folkloriques anglais Frank Kidson affirme que l'air de Gay dérive de la chanson de Morris dance Constant Billy, qui apparait pour la première fois dans le Dancing Master (1665) de John Playford.
La première version anglaise connue de The Ash Grove est publiée en 1862, dans le volume I de Welsh Melodies, with Welsh and English Poetry, compilées par le harpiste John Thomas, avec des textes gallois de John Jones (Talhaiarn) et des textes anglais de Thomas Oliphant.  Le premier couplet de cette version est incorporé dans une interprétation différente par le dramaturge et traducteur anglais John Oxenford .

## Utilisation de l'air
L'air de The Ash Grove est utilisé dans l'hymne de Thanksgiving Let All Things Now Living, composé en 1939 par Katherine K. Davis. La popularité de cette version de l'hymne conduit à l'apparition de la chanson sur un certain nombre d'albums de Noël dans les années 1950, tels que l'album Christmas Favorites de Jan August en 1955 (Mercury Records #MG 20160). Elle a cependant été utilisée comme mélodie d'hymne bien avant le 20e siècle sous le titre The Master Hath Come de Sarah Doudney (1871), mis à jour depuis dans un récit de la Nativité de Robert Cullinan intitulé On This Night Most Holy (1996).
Un autre hymne sur l'air de The Ash Grove est Sent Forth by God's Blessing.
The Ash Grove est également utilisé par Michael Forster dans le cadre de sa version du Gloria, utilisé lors de la messe catholique romaine. Il est publié sous le titre Sing glory to God dans les Liturgical Hymns Old and New en 1999 par Kevin Mayhew Ltd.
L'adaptation de la chanson par Roger Quilter figure dans le Arnold Book of Old Songs (en), publié en 1950, avec de nouvelles paroles de Rodney Bennett.
La tonalité en est parfois patriotique comme dans Gogoniant i Gymru (Gloire au Pays de Galles) ou dans une version irlandaise de 1962 : The Irish Free State (L'État Libre d'Irlande). Mais l'air est davantage connu dans le patrimoine culturel britannique pour son aspect bucolique et contemplatif, sous le nom The Ash Grove.
Au début du film de John Ford Qu'elle était verte ma vallée, adapté du roman éponyme de Richard Llewellyn en 1939, The Ash Grove est chantée en gallois par un groupe de mineurs.
En 1980, The Ash Grove apparait dans la mini-série de la BBC Orgueil et préjugés. L'air est également présent dans Black & White, un jeu vidéo édité en 2001 par Lionhead Studios ; les paroles y sont modifiées pour s'accorder avec l'intrigue du jeu.
Le club de musique folklorique Ash Grove (en) d'Ed Pearl ouvert en 1958 au 8162 Melrose Avenue.The Greenbriar Boys (en), Lightnin' Hopkins, Mississippi John Hurt, Doc Watson, Ry Cooder et bien d'autres s'y produisent avant que le club ne ferme en 1973.
La chanson à boire traditionnelle The Mayor of Bayswater, également connue sous le nom de The Hairs of her Dickey-dido, est également chantée sur l'air de The Ash Grove,.
En 2013, le duo folk rock Blackmore's Night reprend la chanson sous le titre The Ashgrove sur son album Dancer and the Moon.
The Ash Grove est également interprétée par le sextuor vocal britannique The King's Singers fondé en 1968 et qui fête ses 50 ans à la Salle Gaveau à Paris en février 2018.

## Paroles

### Version de Oliphant
| Down yonder green valley, where streamlets meander, When twilight is fading I pensively rove, Or at the bright noontide in solitude wander Amid the dark shades of the lonely ash grove. 'Twas there, while the blackbird was cheerfully singing, I first met my dear one, the joy of my heart! Around us for gladness the bluebells were ringing, Ah! then little thought I how soon we should part. | Still glows the bright sunshine o'er valley and mountain, Still warbles the blackbird its note from the tree; Still trembles the moonbeam on streamlet and fountain, But what are the beauties of nature to me? With sorrow, deep sorrow, my bosom is laden, All day I go mourning in search of my love; Ye echoes, oh, tell me, where is the sweet maiden? "She sleeps, 'neath the green turf down by the ash grove." |

### Version de Oxenford
The ash grove, how graceful, how plainly 'tis speaking;
The harp (or wind) through it playing has language for me,
When over its branches the sunlight is breaking, (or: Whenever the light through its branches is breaking,)
A host of kind faces is gazing on me.
The friends of my childhood again are before me;
Each step wakes a memory as freely I roam.
With (soft) whispers laden the leaves rustle o'er me;
The ash grove, the ash grove alone (again) is my home.
| Down yonder green valley where streamlets meander, When twilight is fading I pensively rove, Or at the bright noontide in solitude wander Amid the dark shades of the lonely ash grove. 'Twas there while the blackbird was cheerfully singing I first met that dear one, the joy of my heart. Around us for gladness the bluebells were ringing, But then little thought I how soon we should part. | My lips smile no more, my heart loses its lightness; No dream of the future my spirit can cheer. I only can brood on the past and its brightness; The dear ones I long for again gather here. From ev'ry dark nook they press forward to meet me; I lift up my eyes to the broad leafy dome, And others are there, looking downward to greet me; The ash grove, the ash grove again is my home. |

## Galerie de partitions

Llwyn onn (The Ash Grove), édition de John Thomas (1890)
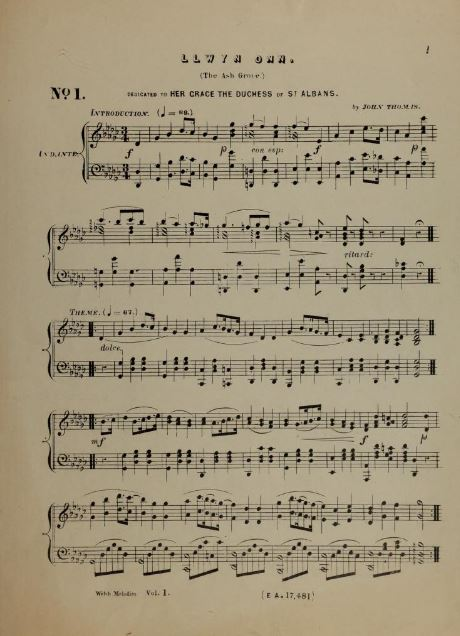
Page 1
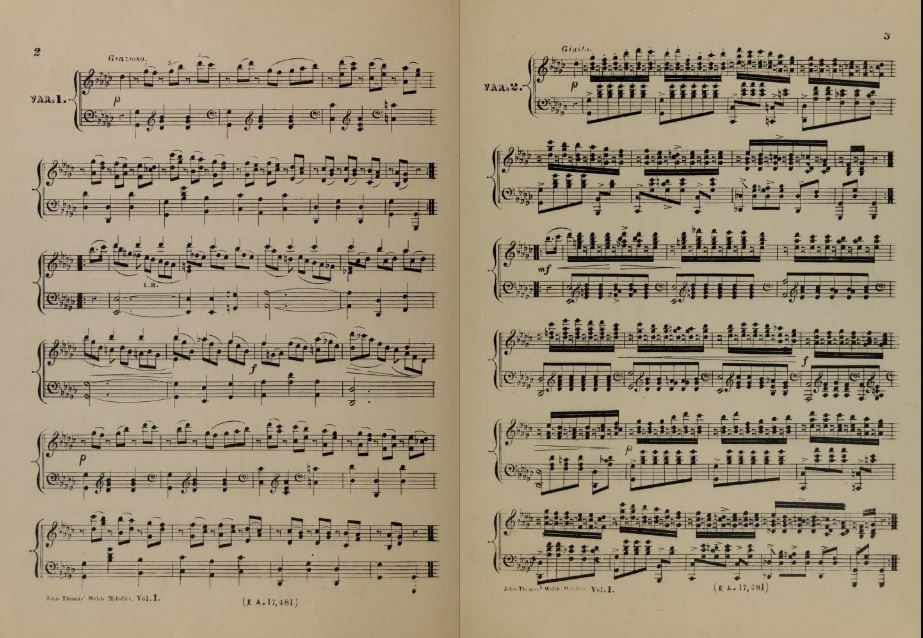
Pages 2–3
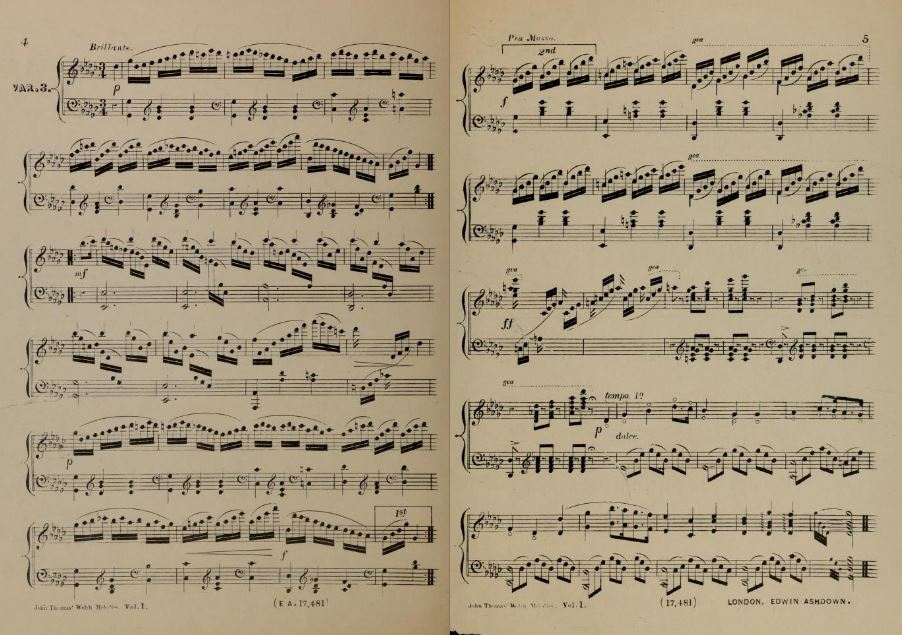
Pages 4–5